# Mafekings kadettkår

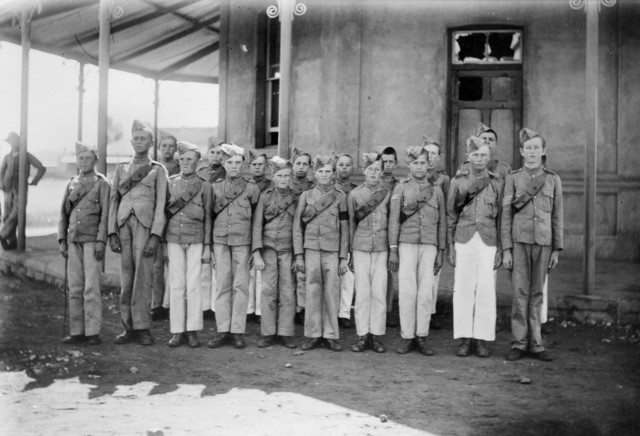
Mafekings kadettkår med sin ledare Warner Goodyear längst till höger

Mafekings kadettkår (engelska: Mafeking Cadet Corps) var en grupp av pojkar som utsågs till kadetter under den 217 dagar långa belägringen av Mafeking under Andra boerkriget. Kåren grundlades av Major Cecil ur Mafekings brittiska garnison på uppdrag av dess befälhavare överste Robert Baden-Powell. Den bestod ursprungligen av arton pojkar: en fanjunkare, en sergeant, två korpraler och fjorton meniga. Kåren leddes av den trettonåriga sergeanten Warner Goodyear.
Kåren brukar ofta ses som scouternas föregångare då den spelade stor roll på och utgjorde en stor inspirationskälla när Baden-Powell senare grundlade scoutrörelsen och kåren omnämns också vid flera tillfällen i boken Scouting for Boys där Baden-Powell presenterade sina idéer.